# Dahntay Jones
Dahntay Lavall Jones (Trenton, 27 de dezembro de 1980) é um ex-jogador e atual treinador norte-americano de basquete profissional que atualmente é o assistente técnico do Los Angeles Clippers da National Basketball Association (NBA).
Ele jogou basquete universitário pelo Rutgers e por Duke e foi selecionado pelo Boston Celtics na 20ª escolha geral no draft da NBA de 2003. Jones atuou na NBA de 2003 a 2017. e venceu um título com o Cleveland Cavaliers em 2016.

## Início da vida
Jones cresceu em Hamilton Square, Nova Jersey, e foi destaque na Steinert High School em Hamilton Township, Condado de Mercer, de 1995 a 1998. Ele recebeu a menção honrosa do McDonald's All-America em sua última temporada após ter médias de 24 pontos e 9 rebotes em Steinert.

## Carreira universitária
Depois de jogar basquete universitário em Rutgers durante seu primeiro e segundo ano, Jones transferiu-se para Duke, onde recebeu a menção honrosa da ACC em 2002 após ter médias de 11,2 pontos, 4,2 rebotes e 1,1 assistências em seu terceiro ano. Em sua última temporada, ele jogou 33 jogos e teve médias de 17,7 pontos, 5,5 rebotes e 1,2 roubos de bola.

## Carreira profissional

### Memphis Grizzlies (2003–2007)
Jones foi selecionado pelo Boston Celtics com a 20ª escolha geral no draft da NBA de 2003, e seus direitos foram posteriormente negociados, junto com os direitos de Troy Bell, para o Memphis Grizzlies pelos direitos de Kendrick Perkins e Marcus Banks.
Em 21 de novembro de 2003, ele fez sua estreia profissional em uma vitória por 98–97 sobre o Seattle SuperSonics, registrando um rebote, uma assistência e dois bloqueios em oito minutos como reserva. Em quatro temporadas profissionais pelos Grizzlies, Jones teve média de 5,0 pontos.

### Sacramento Kings (2007–2008)
Em 27 de setembro de 2007, Jones assinou com o Boston Celtics. No entanto, foi dispensado em 25 de outubro.
Em 10 de dezembro, ele assinou com o Sacramento Kings. Quatro dias depois, fez sua estreia pelos Kings em uma vitória por 109–99 sobre o Philadelphia 76ers, registrando uma assistência e dois roubos de bola em sete minutos como reserva. Em 16 de fevereiro de 2008, ele foi dispensado pelos Kings.

### Fort Wayne Mad Ants (2008)
Em 21 de março de 2008, Jones foi adquirido pelo Fort Wayne Mad Ants da D-League. Naquela noite, ele fez sua estreia pelos Mad Ants em uma derrota por 125–102 para o Dakota Wizards, registrando 18 pontos em 31 minutos.

### Denver Nuggets (2008–2009)

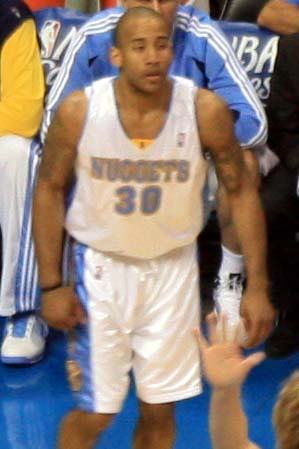
Jones com os Nuggets em 2009

Em 30 de julho de 2008, Jones assinou com o Denver Nuggets. Em 29 de outubro, ele fez sua estreia pelos Nuggets em uma derrota por 98–94 para o Utah Jazz, registrando três pontos, três rebotes e um roubo de bola em 14 minutos como reserva. Os Nuggets chegaram às Finais da Conferência Oeste, mas foram derrotados por 4 a 2 pelo Los Angeles Lakers.

### Indiana Pacers (2009–2012)
Em 14 de julho de 2009, Jones assinou um contrato de quatro anos com o Indiana Pacers. Em 28 de outubro, ele fez sua estreia pelos Pacers em uma derrota por 120–109 para o Atlanta Hawks, registrando 17 pontos e cinco rebotes em 26 minutos.

### Dallas Mavericks (2012–2013)
Em 12 de julho de 2012, Jones foi negociado, junto com Darren Collison, para o Dallas Mavericks em troca de Ian Mahinmi. Em 30 de outubro, ele fez sua estreia pelos Mavericks em uma vitória por 99–91 sobre o Los Angeles Lakers.

### Atlanta Hawks (2013)
Em 21 de fevereiro de 2013, Jones foi negociado para o Atlanta Hawks em troca de Anthony Morrow. No dia seguinte, ele fez sua estreia pelos Hawks em uma vitória por 122–108 sobre o Sacramento Kings.
Em 27 de setembro de 2013, Jones assinou com o Chicago Bulls. No entanto, ele foi dispensado pelos Bulls em 8 de outubro de 2013. Jones não jogou na temporada de 2013-14.

### Retorno ao Fort Wayne (2014–2015)
Em 25 de setembro de 2014, Jones assinou com o Utah Jazz. No entanto, ele foi dispensado em 22 de outubro de 2014. Em 26 de novembro de 2014, Jones foi readquirido pelo Fort Wayne Mad Ants. Dois dias depois, ele fez sua estreia na temporada em uma derrota por 124–115 para o Delaware 87ers, registrando 14 pontos, um rebote, três assistências, um roubo de bola e um bloqueio em 19 minutos como reserva.

### Los Angeles Clippers (2015)
Em 14 de janeiro de 2015, Jones assinou um contrato de 10 dias com o Los Angeles Clippers. Dois dias depois, ele fez sua estreia pelos Clippers em uma derrota por 126–121 para o Cleveland Cavaliers. Em 24 de janeiro, ele assinou um segundo contrato de 10 dias com os Clippers. Em 3 de fevereiro, ele assinou com os Clippers pelo restante da temporada. Em 9 de março, a liga multou Jones em US$10.000 por esbarrar em Draymond Green do Golden State Warriors durante uma entrevista pós-jogo na noite anterior. Jones negou que o esbarrão foi intencional.

### Grand Rapids Drive (2015–2016)
Em 10 de setembro de 2015, Jones assinou com o Brooklyn Nets. No entanto, ele foi dispensado em 26 de outubro após participar de quatro jogos de pré-temporada. Em 4 de dezembro, ele foi adquirido pelo Grand Rapids Drive da D-League. No dia seguinte, ele fez sua estreia pelo Drive em uma vitória por 128–99 sobre o Raptors 905, registrando 13 pontos, dois rebotes, uma assistência, um roubo de bola e um bloqueio em 20 minutos como reserva.

### Cleveland Cavaliers (2016–2017)
Em 13 de abril de 2016, Jones assinou com o Cleveland Cavaliers. Naquela noite, ele fez sua estreia pelos Cavaliers em uma derrota por 112–110 para o Detroit Pistons, registrando 13 pontos, cinco rebotes, duas assistências, um roubo de bola e dois bloqueios em 42 minutos como reserva. Em 22 de maio, ele foi suspenso para o Jogo 4 das Finais da Conferência Leste por atingir o pivô do Toronto Raptors, Bismack Biyombo, na virilha durante a posse de bola final do Jogo 3. Os Cavaliers venceram a série em seis jogos e avançaram para as Finais da NBA de 2016. Jones teve alguns minutos no Jogo 6 das Finais da NBA após vários companheiros de equipe estarem com problemas de faltas. Ele terminou o Jogo 6 com cinco pontos, um rebote e um bloqueio. Os Cavaliers reverteram um déficit de 3–1 para vencer a série em sete jogos, e Jones conquistou seu primeiro título da NBA.
Jones foi dispensado pelos Cavaliers em 30 de julho de 2016, depois recontratado em 26 de setembro, dispensado novamente em 24 de outubro e recontratado mais uma vez em 12 de abril de 2017. Jones jogou três minutos no final da vitória por 116–105 no Jogo 1 das semifinais da Conferência Leste sobre os Raptors em 1º de maio e recebeu duas faltas técnicas consecutivas por falar mal de Norman Powell do Toronto, o que resultou em sua expulsão com 18,7 segundos restantes. As faltas técnicas vieram com uma multa de US$3.000 cada, mas devido a ganhar apenas US$9.127 em salário com a equipe, o mínimo de veterano, seu companheiro de equipe LeBron James cobriu a multa. Os Cavaliers tiveram um recorde de 12–1 nos três primeiros rounds dos playoffs para chegar às Finais da NBA pela terceira temporada consecutiva. Os Cavaliers enfrentaram os Warriors nas Finais da NBA de 2017 e perderam a série em 5 jogos.
O último jogo de Jones na NBA foi o Jogo 4 dessa série de Finais contra os Warriors em 9 de junho de 2017. Cleveland venceu a partida por 137-116, com Jones registrando 1 rebote e jogando apenas 2 minutos (entrando no final do quarto quarto, quando os Cavs já haviam construído uma vantagem de 21 pontos para encerrar o jogo).

## Carreira como treinador
Em 16 de novembro de 2020, Jones foi anunciado como treinador de desenvolvimento de jogadores para o Los Angeles Clippers.

## Vida pessoal
Jones é filho de Larry e Joanne Jones. Seu pai jogou basquete universitário no St. Peter's College. Seu primo, Al Harrington, é um jogador de basquete profissional aposentado. Ele foi casado com Valeisha Butterfield Jones, filha do congressista da Carolina do Norte, G. K. Butterfield. Eles têm dois filhos, Dahntay Jr. e Dillon. Jones também tem três filhos de relacionamentos anteriores.

## Estatísticas da NBA

### Temporada regular
| Ano      | Equipe        | PJ  | PT  | MPP  | %TC  | %3P  | %TL  | RPP | APP | ROB | TPP | PPP  |
| -------- | ------------- | --- | --- | ---- | ---- | ---- | ---- | --- | --- | --- | --- | ---- |
| 2003–04  | Memphis       | 20  | 0   | 7.8  | .283 | .250 | .455 | 1.1 | .6  | .2  | .3  | 1.8  |
| 2004–05  | Memphis       | 52  | 7   | 12.5 | .437 | .383 | .688 | 1.3 | .4  | .2  | .2  | 4.5  |
| 2005–06  | Memphis       | 71  | 4   | 13.6 | .414 | .143 | .645 | 1.5 | .5  | .5  | .2  | 4.0  |
| 2006–07  | Memphis       | 78  | 25  | 21.4 | .477 | .417 | .793 | 2.0 | .9  | .5  | .3  | 7.5  |
| 2007–08  | Sacramento    | 25  | 0   | 8.2  | .434 | .167 | .667 | 1.4 | .5  | .3  | .2  | 3.2  |
| 2008–09  | Denver        | 79  | 71  | 18.1 | .458 | .647 | .728 | 2.1 | 1.0 | .6  | .2  | 5.4  |
| 2009–10  | Indiana       | 76  | 26  | 24.9 | .461 | .125 | .770 | 3.0 | 2.0 | .5  | .5  | 10.2 |
| 2010–11  | Indiana       | 45  | 2   | 13.1 | .467 | .359 | .767 | 1.4 | .7  | .4  | .2  | 6.3  |
| 2011–12  | Indiana       | 65  | 3   | 16.2 | .409 | .429 | .838 | 1.8 | 1.0 | .4  | .2  | 5.3  |
| 2012-13  | Dallas        | 50  | 15  | 12.7 | .357 | .216 | .805 | 1.4 | .6  | .2  | .1  | 3.5  |
| 2012-13  | Atlanta       | 28  | 4   | 13.6 | .390 | .250 | .677 | 1.1 | .7  | .4  | .0  | 3.1  |
| 2014–15  | L.A. Clippers | 33  | 0   | 3.7  | .286 | .000 | .818 | .3  | .1  | .1  | .0  | .6   |
| 2015–16† | Cleveland     | 1   | 0   | 42.0 | .429 | .500 | .000 | 5.0 | 2.0 | 1.0 | 2.0 | 13.0 |
| 2016–17  | Cleveland     | 1   | 0   | 12.0 | .375 | .000 | .750 | 2.0 | 1.0 | .0  | .0  | 9.0  |
| Total    | Total         | 624 | 157 | 15.6 | .405 | .277 | .671 | 1.8 | .8  | .3  | .3  | 5.5  |

### Playoffs
| Ano   | Equipe        | PJ | PT | MPP  | %TC   | %3P  | %TL   | RPP | APP | ROB | TPP | PPP |
| ----- | ------------- | -- | -- | ---- | ----- | ---- | ----- | --- | --- | --- | --- | --- |
| 2005  | Memphis       | 3  | 0  | 24.0 | .381  | .600 | .750  | 3.0 | .3  | .3  | .0  | 7.3 |
| 2006  | Memphis       | 4  | 0  | 11.5 | .714  | .000 | .000  | 1.8 | .0  | .2  | .0  | 4.3 |
| 2009  | Denver        | 16 | 16 | 17.5 | .481  | .250 | .767  | 2.4 | .6  | .8  | .3  | 7.0 |
| 2011  | Indiana       | 3  | 0  | 16.7 | .450  | .000 | .889  | .7  | .7  | .3  | .0  | 8.7 |
| 2012  | Indiana       | 7  | 0  | 8.3  | .222  | .222 | 1.000 | 1.0 | .4  | .1  | .0  | 2.4 |
| 2013  | Atlanta       | 5  | 0  | 3.8  | .250  | .000 | 1.000 | .2  | .0  | .0  | .0  | .8  |
| 2015  | L.A. Clippers | 11 | 0  | 1.6  | 1.000 | .000 | .000  | .1  | .0  | .2  | .0  | .4  |
| 2016  | Cleveland     | 15 | 0  | 3.3  | .462  | .333 | .800  | .5  | .1  | .1  | .1  | 1.1 |
| 2017  | Cleveland     | 10 | 0  | 3.3  | .500  | .500 | 1.000 | .7  | .1  | .0  | .1  | 1.6 |
| Total | Total         | 74 | 16 | 9.9  | .495  | .211 | .689  | 1.1 | .2  | .2  | .0  | 3.7 |